# Rossville (Kansas)
Rossville – miasto w Stanach Zjednoczonych, w stanie Kansas, w hrabstwie Shawnee.